# Rivellia impunctata
Rivellia impunctata är en tvåvingeart som beskrevs av Friedrich Georg Hendel 1914. Rivellia impunctata ingår i släktet Rivellia och familjen bredmunsflugor. Inga underarter finns listade i Catalogue of Life.